# Hilfsbedienung
Eine Hilfsbedienung wird bei der Bahn in besonderen betrieblichen Situationen oder bei Störungen vorgenommen.
Im Gegensatz zu den Regelbedienungen wie Weichenumstellung, Fahrstraßenstellung oder Signalstellung, deren Zulässigkeit jederzeit durch das Sicherungssystem überprüft und gegebenenfalls verhindert wird, übernimmt bei der Hilfsbedienung – meist als Folge technischer Störungen – unter Umgehung der Sicherungsebene des Stellwerks der Bediener anstelle der ausgefallenen Technik die Sicherheitsverantwortung.
Hilfsbedienungen sind protokollpflichtige Bedienhandlungen, dazu gehören unter anderem die Fahrstraßenhilfsauflösung, die Anschaltung der Streckentastensperre bzw. des Rückblockentsperrers, die Weichenhilfsumstellung, die Hilfsfreimeldung sowie die Anschaltung der Zusatzsignale Zs 1, Zs 7 und Zs 8. Abhängig von der Stellwerksbauform sind Hilfsbedienungseinrichtungen versiegelt oder mit einem Zählwerk ausgerüstet. Bei einer versiegelten Taste ist nur die Benutzung feststellbar, jedoch nicht die Häufigkeit. Verwendet werden versiegelte Tasten, wenn der Nachweis jeder einzelnen Benutzung nicht notwendig oder nicht praktikabel ist. Ein Beispiel dafür ist die Weichenentsperrungstaste bei WSSB-Stellwerken, mit der Weichen trotz gestörter Gleisfreimeldung umgestellt werden können. Fahrstraßenhilfsauflösungen sind in mechanischen Stellwerken versiegelt, bei Vorhandensein von Hilfsauflösetasten und bei allen folgenden Stellwerksbauformen dagegen gezählt.